# Болгаро-мексиканские отношения
Болгаро-мексиканские отношения — двусторонние дипломатические отношения между Болгарией и Мексикой. Государства являются членами Организации Объединённых Наций и Всемирной торговой организации.

## История
В 1936 году Болгария и Мексика подписали Договор о дружбе. Дипломатические отношения между странами были установлены 6 января 1938 года. В 1941 году, во время Второй мировой войны, страны приостановили дипломатические отношения, когда Болгария присоединилась к Берлинскому пакту. В мае 1942 года Мексика объявила войну странам «оси». Дипломатические отношения между государствами были возобновлены 11 июля 1974 года. В 1976 году страны открыли посольства в столицах друг друга.
В июне 1978 года президент Мексики Хосе Лопес Портильо посетил Болгарию с официальным визитом. В 1979 году генеральный секретарь БКП Болгарии Тодор Живков ответил взаимностью на визит в Мексику. В 1989 году Мексика закрыла свое посольство в Софии из-за финансовых трудностей. Затем контакты между странами поддерживались в основном на саммитах Организации Объединённых Наций. В ноябре 2008 года президент Болгарии Георгий Пырванов посетил с официальным визитом Мексику, где встретился с президентом Фелипе Кальдероном.
В 2023 году страны отметили 85-летие установления дипломатических отношений. В честь этого события секретариат иностранных дел Мексики открыл в помещении временную выставку, посвящённую истории дипломатических отношений между странами.

## Визиты на высоком уровне
из Болгарии в Мексику:
- Президент Тодор Живков (1979 год);
- Президент Георгий Пырванов (2008 год).

из Мексики в Болгарию:
- Президент Хосе Лопес Портильо (1978 год).

## Двусторонние соглашения
Между государствами подписано несколько двусторонних соглашений, таких как: Соглашение о туристическом сотрудничестве (1980 год); Соглашение о консульских сношениях (1986 год); Соглашение о научно-техническом сотрудничестве (1994 год) и Соглашение о культурно-образовательном сотрудничестве (1995 год). Также существует договоренность о проведении периодических двусторонних политических консультаций, встречи происходили в 2002, 2006, 2007 и 2012 годах.

## Миграция
Хотя Мексика не была основным направлением для болгарских мигрантов, несколько сотен мигрантов из этой страны все-таки иммигрировали в Мексику, чтобы затем переехать в Соединённые Штаты Америки в середине 1960-х годов после того, как там приняли Закон об иммиграции и гражданстве 1965 года, который отменил систему квот, основанную на национальном происхождении. Отмечались случаи со многими болгарами, в основном женщинам, которые покинули свою страну с целью переехать в Соединённые Штаты, но по прибытии в Мексику их заставили стать проститутками и/или секс-рабынями.

## Торговля
В 1997 году Мексика подписала Соглашение о свободной торговле с Европейским союзом (в который входит Болгария). В 2018 году объём товарооборота составил сумму 131 миллион долларов США. Экспорт Болгарии в Мексику: минеральные и химические компоненты, семена фруктов, неэкспонированная пленка и текстиль. Экспорт Мексики в Болгарию: компьютеры, мобильные телефоны и другую электронику. Мексиканская транснациональная компания América Móvil представлена в Болгарии.

## Дипломатические представительства
- Болгария имеет посольство в Мехико[10].
- Интересы Мексики в Болгарии представлены через посольство в Будапеште (Венгрия), а также имеется почётное консульство в Софии[11].